# Neptis acerides
Neptis acerides är en fjärilsart som beskrevs av Hans Fruhstorfer 1907. Neptis acerides ingår i släktet Neptis och familjen praktfjärilar. Inga underarter finns listade i Catalogue of Life.